# ヴィルーパ

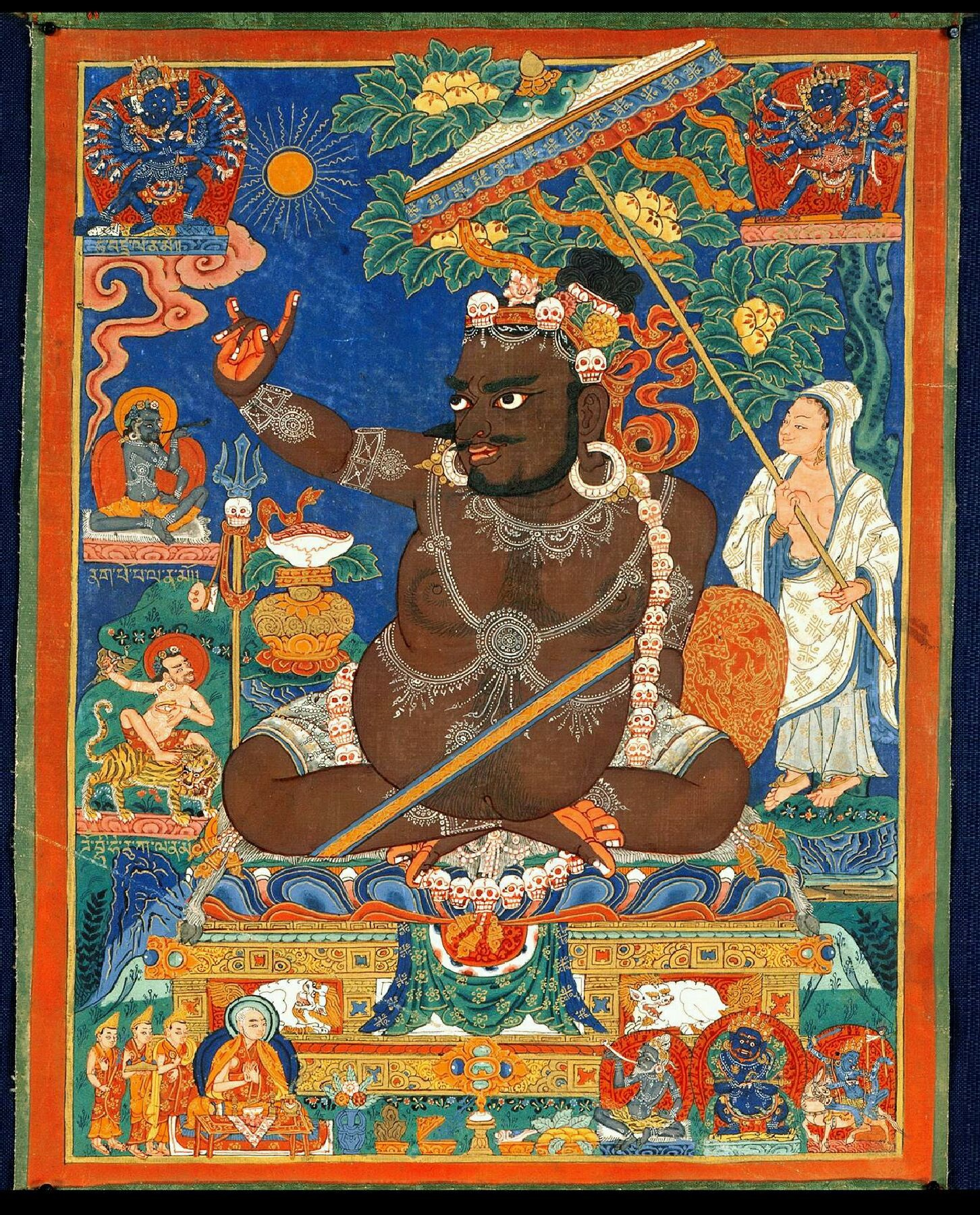
ヴィルーパ像　16世紀　空中に浮かぶ太陽を押し止めたというヴィルーパの聖人伝を描いたもの。

ヴィルーパ（サンスクリット: Virūpa; チベット語: bi ru pa または bir wa pa, 直訳: 醜い顔）、またはヴィルパクサ、チュトプ・ワンチュクは、7世紀から8世紀に活躍したインドの大成就者・ヨーギー、そしてチベット仏教四大宗派の一つ、サキャ派の祖師である。
ヴィルーパは、サキャ派の奉じる道果説（ラムデー、梵: mārga-phala）を説いたとされ、したがって同派の系譜におけるインドの祖と見なされている。また、母タントラ系の経典『ヘーヴァジュラ・タントラ』（『呼金剛タントラ』とも）の髄を説いた『金剛句偈』と呼ばれる一連の偈文も彼の作とされる。

## 生涯
チベットの資料によれば、ヴィルーパは東インドのトリプラで生まれ、現在のバングラデシュにあったソーマプラ僧院に僧侶として学び、タントラ、とりわけ『勝楽タントラ』を実践した。また、16世紀チベットのラマ・歴史家のターラナータは、ヴィルーパは西インドのマハーラーシュトラに住んでいたと書き残している。さらに、テルグ語の詩"Navanathacaritramu"をはじめとしたインド側の資料は、彼はマハーラーシュトラのコンカン海岸平野に住む、敬虔なバラモンの父母の元に生まれたと伝えている。
チベット側の記録はまた、彼について以下のように伝えている。曰く、ヴィルーパは何年にも渡って念誦を繰り返し行う修行をしていたが、ついに諦めて念珠を厠で投げ放った。そのとき、ヴィールパはナイラートミャー（無我仏母、ダーキニーの一柱、女尊）からヴィジョンを受けた。ナイラートミャーは彼の本尊となり、ヴィルーパに教えと灌頂を授けた。ヴィルーパはその後僧院を去ると、インドを遊行しながらタントラを教え、さまざまな呪術（シッディ）を行い、また「外道たち（ティルティカス）を改宗させ、彼らの像を破壊し、彼らの悲痛な儀式を止めさせた」。
ヴィールパについては、自然現象を操ったとされる数々の伝承が伝えられている。聖地ヴァーラーナシーへ説法をしに赴いた際、ヴィールパは地元の住人の注目を集めようと一計を案じた。酒宴を行っている酒場に入り、主人に「日没には代金を払う」と約束すると、ヴィールパは酒を飲み始めた。飲んでいる間じゅう、彼は神通力で太陽の動きを止め、町は熱波に襲われた。三日経ってから、地元の王がヴィールパの酒代をすべて肩代わりすることとなった。

## 像容
絵画・彫刻において、ヴィルーパは様々な姿勢（説法印など）、肌の色で表現される。また、チベット仏教においてヴィルーパは、サキャ派にとどまらず他の宗派でも崇敬されるため、彼を扱った芸術はチベット全域で見られる。

## インドにおけるヴィルーパ観
イギリスのインド研究家、ジェームズ・マリンソンによれば、ハタ・ヨーガを説く文献としては最古の部類である『アムリタシッディ』は、ヴィルーパの著作であるとされている。ヴィルーパはまた、非仏教徒の文献、とりわけナータ派のものに大成就者として現れている。